# Владимирка
«Владимирка» (рос. Владимирка) — картина російського художника Ісаака Левітана (1860—1900), написана в 1892 році. Належить Державній Третьяковській галереї (інв. 1485). Розмір — 79 × 123 см. «Владімірка» — одна з трьох великих за розміром картин Левітана, написаних у першій половині 1890-х років. Її разом з двома іншими великими полотнами цього періоду — «Біля виру» (1892) і «Над вічним спокоєм» (1894) — іноді називають «похмурою трилогією» Левітана.
Левітан почав роботу над ескізами і етюдами до картини «Владимирка» в 1892 році, коли він кілька місяців жив у Владимирській губернії. Він писав їх з натури, перебуваючи біля Владимирського тракту — ґрунтової дороги, що веде з Москви на схід. У просторіччі ця дорога називалася Владімірка — протягом багатьох десятиліть по ній відправляли засланих на каторгу ув'язнених. Картина була написана в тому ж році в Москві. У лютому 1893 року вона була представлена на 21-й виставці Товариства пересувних художніх виставок («передвижників»), що відкрилася в Санкт-Петербурзі. У березні 1894 Левітан передав полотно в дар Третьяковській галереї.
Художник Михайло Нестеров зазначав, що «Владімірка» могла бути «сміливо названа російським історичним пейзажем, яких в нашому мистецтві небагато», а мистецтвознавець Олексій Федоров-Давидов писав, що ця картина — одне з кращих творінь Левітана, «його всіма визнаний шедевр», в якому «глибокий суспільний зміст виражено органічно пейзажно і безпосередньо».

## Історія
12 травня 1892 Левітан разом зі своєю супутницею, художницею Софією Кувшинниковою, виїхав з Москви у Володимирську губернію. Вони оселилися в селі Городок, розташованої на річці Пекша, недалеко від станції Болдіно Московсько-Нижегородської залізниці. У листі Павлу Третьякову від 13 травня Левітан повідомляв: «Оселився я в досить милій місцевості і думаю попрацювати». Там же він провів літо 1892 року. Нині село Городок входить до складу села Пекша Петушинського району Володимирської області. Будинок, в якому жив Левітан, згодом був перетворений в будинок-музей, але 22 серпня 1999 року він був знищений пожежею.
Про те, як у Левітана зародилася ідея написати полотно «Владімірка», розповіла Софія Кувшинникова. Якось, повертаючись з полювання, вийшли вони на старе Володимирське шосе. Кувшинникова так описувала їх враження: "Картина була сповнена дивовижною тихою принадою. Довге полотно дороги білою смугою тікало серед перелісків в синю даль. Вдалині на ній виднілися дві фігурки богомолок, а старий похилений голубець зі стертою дощами іконкою говорив про давно забуту старовини. Все виглядало таким ласкавим, затишним ". І раптом Левітан згадав, що це була саме та сама Владімірка. Відразу ж згадалися ув'язнені в кайданах, що йдуть по цій дорозі в Сибір. У наступні дні художник неодноразово повертався до цієї дороги, щоб писати етюд до майбутньої картині — він завершив його в кілька сеансів. Після цього він поїхав до Москви, щоб якомога швидше написати задуману їм картину. Під свіжим враженням від пейзажу, побаченого на старому Володимирському шосе, робота над полотном йшла швидко і натхненно. Закінчивши картину, Левітан написав на ній її назву — Владімірка. Це було незвичайним для художника кроком — як правило, він назви на полотні не надписував.
Разом з чотирма іншими творами Левітана, серед яких були «Лісистий берег, сутінки», «Лісова пожежа», «Осінь» і «Надвечір», картина «Владімірка» (під назвою «Владімірка, велика дорога») експонувалася на 21-й виставці Товариства пересувних художніх виставок («передвижників»), що відкрилася в лютому 1893 року в Санкт-Петербурзі, а в березні переїхала в Москву. Петербурзька критика практично не писала про пейзажної частини виставки, тільки в «Петербурзької газеті» (№ 47 за 18 лютого 1893 роки) було відзначено, що для неї були підібрані «самі непривабливі» сірі «мотиви», а підписався псевдонімом Л. Х. автор статті вигукував: «Що може бути нудніше» Владімірка. Великий дороги «м Левітана …». Після переїзду виставки в Москву в пресі з'явилося більше відгуків про картину, значна частина яких була позитивною, — зокрема, похвальні відгуки написали Володимир Сизов, Володимир Грінгмут («Московские ведомости») і Михайло Корелін («Русская мысль»).
Незважаючи на позитивні відгуки, під час виставки полотно куплено не було. Через рік, у березні 1894, Левітан подарував картину Третьяковській галереї — в листі до Павла Третьякова від 11 березня 1894 він писав: «„Владімірка“, ймовірно, днями повернеться з виставки, і візьміть її і заспокойте мене і її».

## Опис

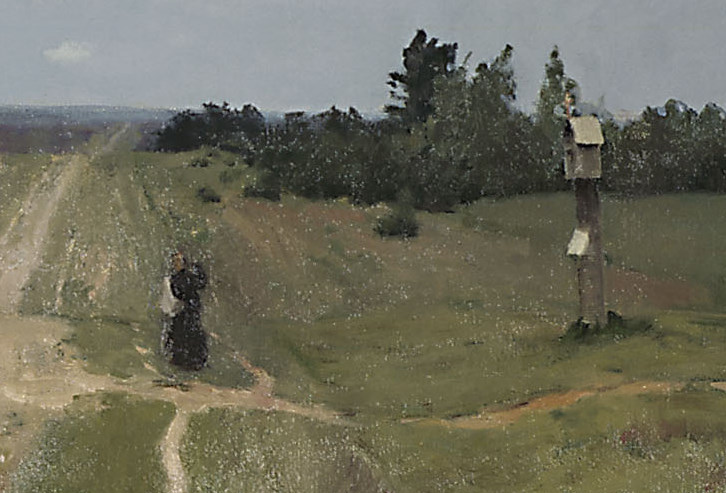
Незнайомка біля стовбу

Владімірка — так в просторіччі називали Володимирський тракт, ґрунтову дорогу з Москви на схід, в сторону Володимира, сумнозвісну тим, що протягом багатьох десятиліть уздовж неї пішо-етапним порядком відправляли засланих на каторгу в Сибір ув'язнених. До кінця XIX століття, коли була написана картина, ув'язнених вже відправляли на поїздах.

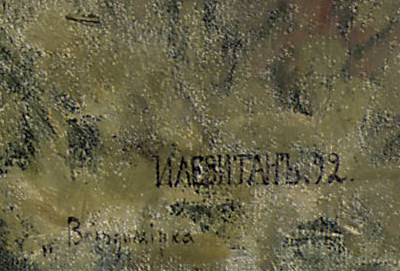
Підпис Левітана

На картині зображена безкрайня рівнина з пролягає по ній дорогий, яка простягнулася від переднього плану в глибину, проходячи через поля, повз перелісків і селищ, і гублячись у синій імлі у самого горизонту. Вузькі стежки, протоптані уздовж дороги по обидва боки, підкреслюють її протяжність. Крім цього, через все полотно зліва направо проходить ще одна стежка. Перетинаючи дорогу, вона уповільнює рух погляду глядача і направляє його на придорожній стовпчик-голубець, поруч з яким з торбинкою за плечима стоїть мандрівниця-прочанка. Пустельність дороги, навислі над нею хмари, самотня постать Мандрівниця, яка звернулася з молитвою до ікони на стовпчику-голубці, — все це створює тривожну і обтяжливу атмосферу, навіяну думками про що проходили тут тисячах ув'язнених. І тільки сонячний просвіт у горизонту, так біліють далеко церква уособлюють собою промінь надії

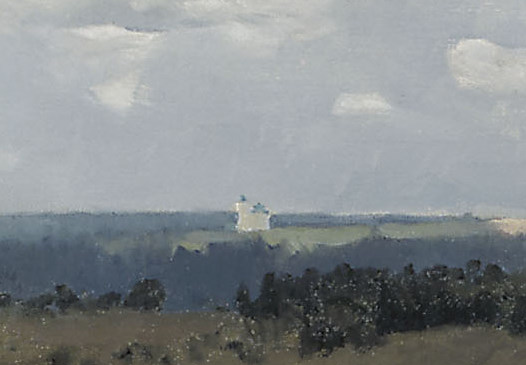
Біла церква біля горизонту

## Відгуки
Художник Михайло Нестеров у своїй книзі «Давні дні» згадував, що він любив «Володимирку» Левітана, вважаючи її рівноцінною як за задумом, так і за досконалістю виконання. На його думку, ця картина могла бути «сміливо названа російським історичним пейзажем, яких в нашому мистецтві трохи». У листі до мистецтвознавцю Володимиру Кеменову від 10 жовтня 1938 року Нестеров писав, що в картині «Владімірка» «щасливо поєдналися історична бувальщина з завершеним, закінченим майстерністю» і що, на його думку, це полотно є «одним з найбільш зрілих створінь художника».
У своїй монографії про Левітана мистецтвознавець Олексій Федоров-Давидов писав, що «Владімірка» — одне з кращих творінь художника, «його всіма визнаний шедевр». Чудово цього полотна він знаходив в тому, що його «глибоке суспільне зміст виражено органічно пейзажно і безпосередньо». Згідно Федорову-Давидову, в цій картині Левітан створює образ природи звичним йому шляхом, розкриваючи багатий внутрішній зміст в звичайних речах, через «найпростіший і пересічний мотив рівнини з йде вдалину дорогою». Що становить основу зображення мотив дороги дієвим чином залучає глядача в глибину пейзажу і тим самим поступово розкриває його внутрішній зміст.

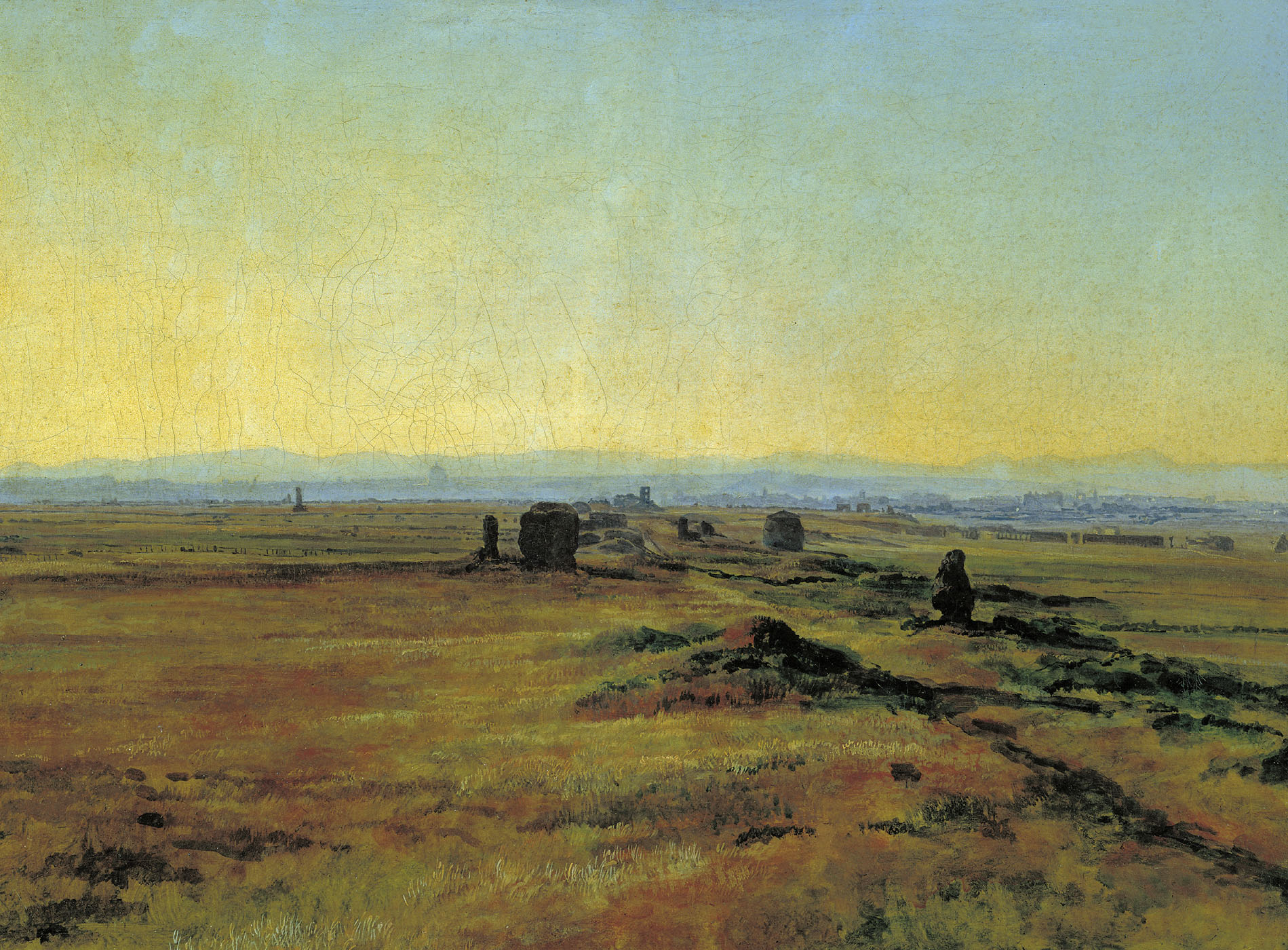

Мистецтвознавець Фаїна Мальцева відзначала, що «Владімірка» стала справжнім документом епохи, і її значення в російській реалістичному мистецтві 1890-х років важко переоцінити. За словами Мальцевої, твір Левітана було наповнене почуттям скорботи і пафосом громадянськості, причому художнику вдалося досягти цього, «не поступившись красою російської природи, не применшуючи поетичної принади і величі її образу». Тим самим «Владімірка» являє собою «найкраще свідчення величезних завоювань, досягнутих передовими російськими пейзажистами».
На думку мистецтвознавця Володимира Петрова, «Владімірка» ставиться до того «рідкісного типу поліфонічного» історичного пейзажу, який в історії російського живопису можна порівняти хіба що з полотном Олександра Іванова «Аппієва дорога при заході сонця», написаним у 1845 році. Але є між ними і суттєва різниця: в той час як іванівська «Аппієва дорога» змушує думати про долі Римської імперії, левітанівська «Владимирка», що зображає дорогу, по якій пройшли тисячі арештантів, «сприймається радше як шрам, нанесений історією багатостраждального народу на прекрасне лице його землі».
Письменник Корній Чуковський після відвідування виставки Левітана писав: «Погляньте його „Владімірка“. Яка жадібна далечінь, яке сказ її розмаху! Натхненна, п'янка, принадна широчінь…». Проводячи паралель з сумнозвісним Володимирським трактом, Чуковський задавав питання: «Чи не можна цієї Владимиркою символізувати всю творчість славного художника, з його спокійним і примиренням свідомістю безвиході всіх фаустовских поривів людського духу?»